# Deutsche Gesellschaft für Radioonkologie
Die Deutsche Gesellschaft für Radioonkologie (DEGRO) ist eine wissenschaftliche medizinische Fachgesellschaft, die sich der Förderung von Wissenschaft, Forschung und klinischer Anwendung der Radioonkologie widmet. Die DEGRO hat die Rechtsform eines eingetragenen Vereins und ist Mitglied der Arbeitsgemeinschaft der Wissenschaftlichen Medizinischen Fachgesellschaften (AWMF).

## Aktivitäten
In der DEGRO organisieren sich Ärzte, Medizinphysiker und Strahlenbiologen, die sich mit der Radioonkologie beschäftigen, also mit dem Einsatz der Strahlenbehandlung in der Therapie von Krebspatienten, die eine tragende Säule der Krebstherapie darstellt.

### Leitlinienarbeit
Die DEGRO ist seit 1996 Mitglied der Arbeitsgemeinschaft der Wissenschaftlichen Medizinischen Fachgesellschaften, die die Erstellung evidenzbasierter medizinischer Leitlinien koordiniert. Die DEGRO hat seither an der Erstellung von über 50 solcher Leitlinien mitgearbeitet. Bei der Erstellung und Herausgabe der im Jahr 2021 erschienenen Leitlinie Komplementärmedizin in der Behandlung von onkologischen Patienten war die DEGRO – gemeinsam mit der Deutschen Krebsgesellschaft, der Deutschen Gesellschaft für Gynäkologie und Geburtshilfe sowie der Deutsche Gesellschaft für Hämatologie und Medizinische Onkologie federführend beteiligt.

### Kongresse, Preise und Nachwuchsförderung
Die DEGRO veranstaltet jährlich einen Fachkongress in dessen Rahmen Preise für Leistungen im Themengebiet der Radioonkologie verliehen werden:
- Günther-von-Pannewitz-Preis für wissenschaftliche Arbeiten zur Strahlentherapie bei Patienten mit nicht-malignen Erkrankungen
- Hermann-Holthusen-Preis für herausragende Habilitationsschriften aus den Themenfeldern Strahlentherapie sowie medizinischer Strahlenphysik und Strahlentechnik. Der Preis ist nach einem Pionier der Radiologie aus Hamburg benannt.[5]
- Köster-Preis, wird seit 2012 für einen besonders aussagekräftigen Vortrag im Rahmen des Jahreskongresses vergeben. Der mit 2000 € dotierte Preis wird gemeinsam mit der Hamburger Köster-Stiftung verliehen, deren Gründer sich unter dem Eindruck einer strahlenthereutischen Behandlung entschlossen haben, die Tumorforschung zu unterstützen.[6]

Zudem vergibt die DEGRO auf ihrem Jahreskongress einen Studien- und einen Innovationspreis sowie mehrere Posterpreise für die besten Kurzvorstellungen neuer Erkenntnisse und Projekte im Rahmen einer Posterausstellung.

### Publikationen
Offizielles Organ der DEGRO ist die Fachzeitschrift Strahlentherapie und Onkologie – zitiert als Strahlenther Onkol – die seit 1997 im Springer Medizin Verlag erscheint. Als Chefredakteur fungiert seit 2015 der Radiologe Rainer Fietkau, der von 2019 bis 2021 Präsident der DEGRO war. Die früher vierteljährlich, aktuell monatlich im Online-Format erscheinende Zeitschrift publiziert Fachartikel in Deutscher und Englischer Sprache.